# Матура, Михай
Михай Матура (венг. Matura Mihály; 8 апреля 1900 — 7 июня 1975)  — венгерский борец греко-римского стиля, призёр чемпионатов Европы.
Родился в 1900 году в Будапеште. В 1924 году принял участие в Олимпийских играх в Париже, где занял 5-е место. В 1925 и 1926 годах становился бронзовым призёром чемпионатов Европы.